# الگوریتم سی وای کا
الگوریتم سی وای کا (به انگلیسی: Cocke–Younger–Kasami (CYK) algorithm) در علوم رایانه یک الگوریتم برنامه‌ریزی پویا برای بدست آوردن تجزیه گرامری جملات با استفاده از گرامر مستقل از متن است.
اهمیت این الگوریتم از لحاظ پیچیدگی محاسباتی آن است که {\displaystyle \Theta (n^{3}\cdot |G|)} است. این الگوریتم از برنامه‌نویسی پویا به این شکل استفاده می‌کند که ابتدا برای هر حرفِ یک جمله ورودی، تمام متغیرهایی که منجر به تولید آن حرف می‌شوند را در مجموعه ای مجّزا قرار می‌دهد. بعد همین کار را برای زیرجمله‌های دوحرفی تکرار می‌کند و بعد زیرجمله‌های سه حرفی تا به کل جمله برسد. در نهایت اگر متغیر ابتدایی را در مجموعه متغیرهای جمله پایانی یافت نتیجه می‌گیرد که جمله توسط گرامر تولید شده‌است. 
```
let
 the input be a string 
S
 consisting of 
n
 characters: 
a
۱
... 
a
n
.

let
 the grammar contain 
r
 nonterminal symbols 
R
۱
... 
R
r
.
This grammar contains the subset 
R
s
 which is the set of start symbols.

let
 
P
[
n
,
n
,
r
] be an array of booleans. Initialize all elements of 
P
 to false.

for each
 
i
 = 1 to 
n

  
for each
 unit production 
R
j
 -> 
a
i

    set 
P
[
i
,
1
,
j
] = true

for each
 
i
 = 2 to 
n
 
-- Length of span

  
for each
 
j
 = 1 to 
n
-
i
+1 
-- Start of span

    
for each
 
k
 = 1 to 
i
-1 
-- Partition of span

      
for each
 production 
R
A
 -> 
R
B
 
R
C

        
if
 
P
[
j
,
k
,
B
] and 
P
[
j
+
k
,
i
-
k
,
C
] 
then
 set 
P
[
j
,
i
,
A
] = true

if
 any of 
P
[1,
n
,
x
] is true (
x
 is iterated over the set 
s
, where 
s
 are all the indices for 
R
s
) 
then

  
S
 is member of language

else

  
S
 is not member of language
```